# Vincent Yarbrough
Vincent Raymond Yarbrough  (nacido el 21 de marzo de 1981 en Cleveland, Tennessee) es un exjugador de baloncesto estadounidense que jugó una temporada en la NBA, desarrollando el resto de su carrera en diversos países europeos. Con 2,01 metros de estatura, jugaba en la posición de alero.

## Trayectoria deportiva

### Universidad
Yarbrough jugó cuatro temporadas en los Volunteers de la Universidad de Tennessee, donde promedió 13.7 puntos, 6.8 rebotes y 2.8 asistencias en 127 partidos totales. En su última campaña en la universidad finalizó entre los mejores de la Southeastern Conference en puntos (2.º, 18.1 por partido), rebotes (6.º, 7.5) y robos de balón (9.º, 1.87), y fue incluido en el mejor equipo de la SEC por los entrenadores de la conferencia y por Associated Press. En el torneo de la SEC de 2002 aumentó sus números hasta los 21.5 puntos y 13 rebotes por encuentro. En su segundo y tercer año en los Volunteers formó parte del segundo equipo de la conferencia.

### Profesional
Fue seleccionado en la 33.ª posición del Draft de la NBA de 2002 por Denver Nuggets, donde jugó su única temporada en la NBA, promediando 6.9 puntos, 2.7 rebotes y 2.2 asistencias en 59 partidos, 39 de ellos como titular. La mala temporada realizada por los Nuggets (17 victorias únicamente) y la reestructuración de la plantilla tras seleccionar a Carmelo Anthony en el Draft de la NBA de 2003, hizo que los Nuggets se desprendieran de Yarbrough el 27 de octubre de 2003.
Tras quedarse sin sitio en la NBA fue contratado por el Pallacanestro Messina de la liga italiana en la temporada 2003-04, jugando 10 partidos y aportando 10.9 puntos. Al año siguiente se marchó al BC Oostende de la liga belga, donde participó en 19 partidos y promedió 14.1 puntos por noche. Tras un año en Bélgica regresó a Italia, concretamente al Viola Reggio Calabria, antes de asentarse en el baloncesto alemán. En 2006 fichó por el Brose Bamberg, donde se proclamó campeón de la liga alemana, y al año siguiente se unió al EnBW Ludwigsburg. En 2008 fue contratado por el Telekom Bonn, donde se retiró en 2010.

## Estadísticas de su carrera en la NBA

### Temporada regular
| Temporada | Edad | Equipo         | Liga | P  | TIT | MIN  | TC  | TCA | %TC  | 3P  | 3PA | %3P  | TL  | TLA | %TL  | R.OF. | R.DEF. | REB | ASIS | ROB | TAP | PER | FP  | PTS |
| 2002-03   | 21   | Denver Nuggets | NBA  | 59 | 39  | 23.4 | 2.8 | 7.3 | .393 | 0.4 | 1.3 | .269 | 0.8 | 1.1 | .790 | 0.6   | 2.1    | 2.7 | 2.2  | 1.0 | 0.6 | 1.4 | 2.5 | 6.9 |
| Total     |      |                | NBA  | 59 | 39  | 23.4 | 2.8 | 7.3 | .393 | 0.4 | 1.3 | .269 | 0.8 | 1.1 | .790 | 0.6   | 2.1    | 2.7 | 2.2  | 1.0 | 0.6 | 1.4 | 2.5 | 6.9 |